# Andrea Gritti

Andrea Gritti geschilderd door Titiaan

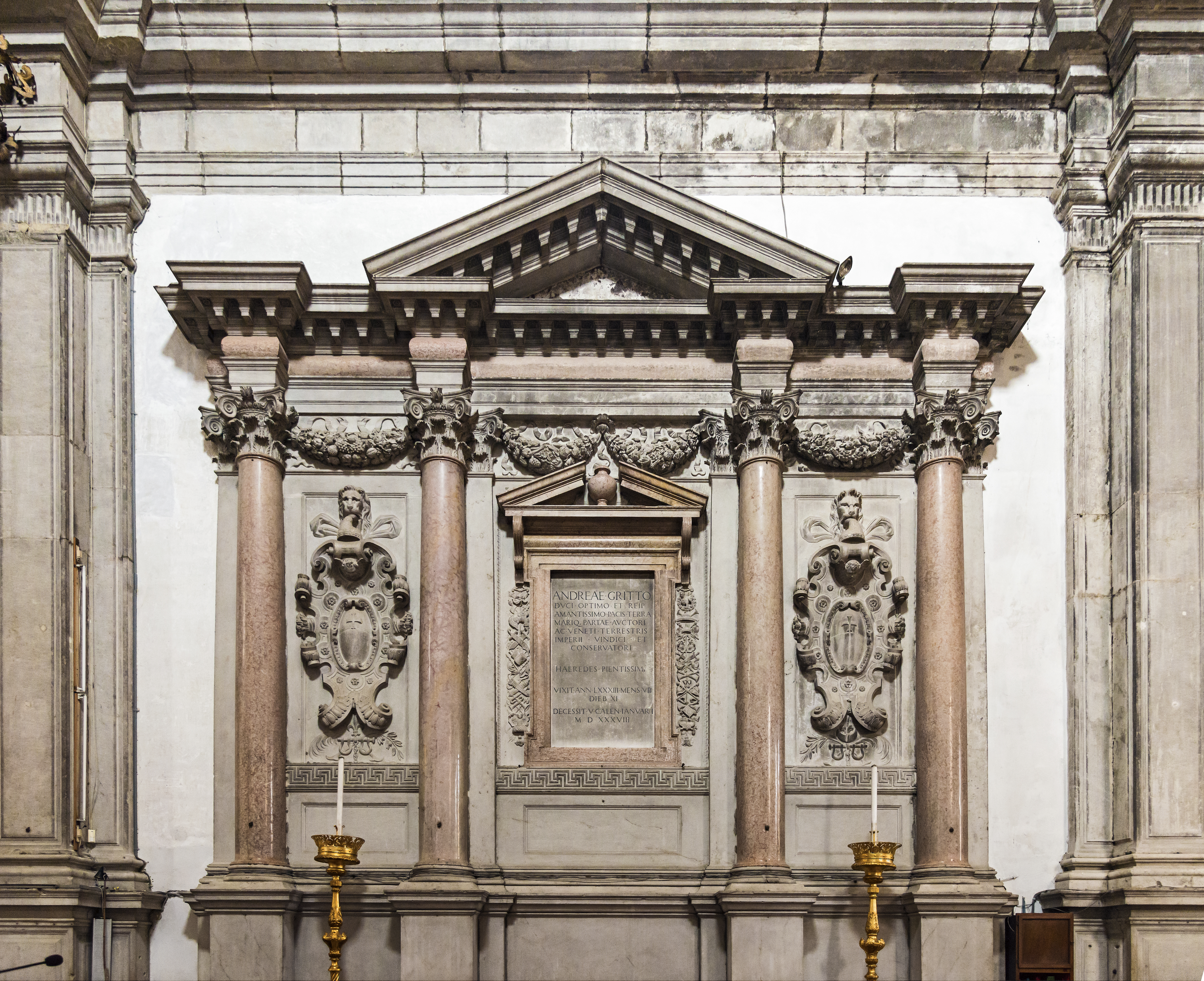
Zijn graf in Venetië.

Andrea Gritti (Bardolino, 1455 - ?, 1538) was doge van Venetië van 1523 tot 1538 na een lange diplomatieke en militaire carrière.
Gritti werd in 1455 geboren in de provincie Verona. Hij verbleef in zijn jonge jaren vooral in Constantinopel, waar hij de Venetiaanse belangen verdedigde. In 1499 werd hij gevangengezet omdat hij verdacht was van spionage. Gritti ontkwam aan de galg door zijn vriendschap met de vizier. Hij werd een paar jaar later vrijgelaten. 
In 1509, na het verlies van Venetië in de Slag bij Agnadello, werd Gritti benoemd tot proveditor van het Venetiaanse leger in Treviso. Hij kreeg orders van de Raad van Tien om oproeren tegen de vijandige legers op te stoken. Op deze manier kreeg hij Padua weer in handen. Ook kon hij deze stad succesvol verdedigen tegen de keizer van het Heilige Roomse Rijk tijdens het Beleg van Padua (1509). In 1510, na de dood van Pitigliano nam Gritti het bevel op zich van het volledige Venetiaanse leger. 
In 1523 werd Gritti als Doge verkozen. Gritti sloot in datzelfde jaar een verbond met keizer Karel V, en bracht daarmee vrede aan Venetië. In de daaropvolgende jaren probeerde hij de neutraliteit van de Republiek te behouden, maar hij kon niet voorkomen dat Süleyman I Korfoe (toen deel van Venetië) binnenviel, waardoor Venetië een oorlog met het Ottomaanse Rijk werd geloodst. Gritti stierf in 1538.